# 飯田直景
飯田 直景（いいだ なおかげ）は、安土桃山時代から江戸時代前期にかけての武将。尾張加藤氏の家臣。通称の飯田覚兵衛（飯田角兵衛とも）で有名。日本槍柱七本や加藤十六将、加藤家三傑の1人。食録6,500石。後に10,500石に加増。講談の逸話でも有名。

## 生涯
永禄5年（1562年）、飯田直澄の子として山城国山崎にて誕生。若い頃から加藤清正に仕え、森本一久、庄林一心と並んで加藤家三傑、三宅角左衛門とともに加藤家の両角と呼ばれる重臣となった。武勇に優れ、中でも槍術は特筆すべきものであった。
天正11年（1583年）の賤ヶ岳の戦いにおいても清正の先鋒として活躍した。
天正17年(1589年)天草国人一揆討伐で活躍し、秀吉から清正を通じて白黒鳥毛の長槍を賜ったと伝えられている。
朝鮮出兵では、森本一久と共に亀甲車なる装甲車を作り、晋州城攻撃の際に一番乗りを果たしたといわれる（第二次晋州城攻防戦）。なお、この功績により豊臣秀吉から「覚」の字を与えられたとされるが、書状などでは「角」兵衛のままである。
土木普請も得意とし、清正の居城となった隈本城の築城には才を発揮した。180mにも及ぶ三の丸の百間石垣などは彼の功績といわれ、「飯田丸」と郭にも名を残している。名古屋城普請や江戸城普請にも奉行として参加した。清正の死後もその子・忠広に仕えたが、その無能を嘆き、没落を予言。肥後国熊本藩が改易されると、清正の盟友であった黒田長政に召し抱えられ、福岡赤坂の屋敷跡にはゆかりの大銀杏が残る。
寛永9年（1632年）、死去。享年70。
長男・直国は熊本藩士、次男は福岡藩中老、三男・何右衛門は熊本藩士があり、いずれも子孫は明治以降まで続いた。直国の子孫に井上毅がいる。

## 登場作品
- 『覚兵衛物語』- 司馬遼太郎, 新潮文庫・『俺は権現』(ISBN 4-06-131806-3)収録
- 『加藤清正』- 海音寺潮五郎